# Espina de ferro
Espina de ferro (títol original: Ironweed) és una pel·lícula estatunidenca dramàtica de 1987 dirigida per Héctor Babenco i protagonitzada per Jack Nicholson, Meryl Streep, Carroll Baker i Tom Waits. Està basada en la novel·la homònima de William Kennedy, que també va escriure el guió. Ha estat doblada al català

## Argument
Durant l'època de la Gran Depressió, un jugador de beisbol novaiorquès anomenat Francis Phelan abandona a la seva família quan involuntàriament mata al seu fill nounat. Des d'aquell moment es converteix en un rodamón amb tendència a l'esquizofrènia. A Albany busca la seva antiga promesa i companya de borratxeres, Helen Archer. La relació entre els dos és l'única cosa consistent en les seves existències, mentre viuen de la manera més miserable, al carrer, intentant guanyar diners com poden per subsistir. Un dia, Francis decideix visitar la llar de la seva esposa i fills adults. Aquest dia la vida d'ell i de Helen canviaran de manera total.

## Repartiment
- Jack Nicholson: Francis Phelan
- Meryl Streep: Helen Archer
- Carroll Baker: Annie Phelan
- Michael O'Keefe: Billy Phelan
- Diane Venora: Margaret "Peg" Phelan
- Fred Gwynne: Oscar Reu
- Margaret Whitton: Katrina Dougherty
- Tom Waits: Rudy
- Jake Dengel: Pee Wee
- Nathan Lane: Harold Allen
- James Gammon: Reverend Chester
- Will Zahrn: Rowdy Dick
- Laura Esterman: Nora Lawlor
- Joe Grifasi: Jack
- Hy Anzell: Rosskam
- Bethel Leslie: Bibliotecària
- Richard Hamilton: Donovan
- Black-Eyed Susan: Clara
- Louise Phillips: Noia de les flors
- Marjorie Slocum: Dona vella
- Lena Spencer: Dona de Slatternly
- Lola Pashalinski: Dona grossa amb gall dindi
- Paul A. DiCocco Jr.: Conductor d'autobús
- Priscilla Smith: Sandra
- James Dukas: Finny
- Jared Swartout: Capità de la Guàrdia
- Ted Levine: Pocono Pete
- Martin Patterson: Foxy Phil Tooker
- Terry O'Reilly: Aldo Campione
- Michael O'Gorman: Líder de la vaga
- Frank Whaley: Francis Phelan jove

## Premis
| Any  | Resultat   | Guardó                                                      | Receptor       |
| ---- | ---------- | ----------------------------------------------------------- | -------------- |
| 1988 | Nominada   | Oscar al millor actor                                       | Jack Nicholson |
| 1988 | Nominada   | Oscar a la millor actriu                                    | Meryl Streep   |
| 1988 | Nominada   | Globus d'Or al millor actor dramàtic                        | Jack Nicholson |
| 1987 | Guanyadora | Los Angeles Film Critics Association Awards al Millor actor | Jack Nicholson |
| 1989 | Nominada   | Festival Internacional de Cinema de Moscou                  | Hector Babenco |
| 1987 | Guanyadora | New York Film Critics Circle Awards al Millor actor         | Jack Nicholson |